# Género cinematográfico

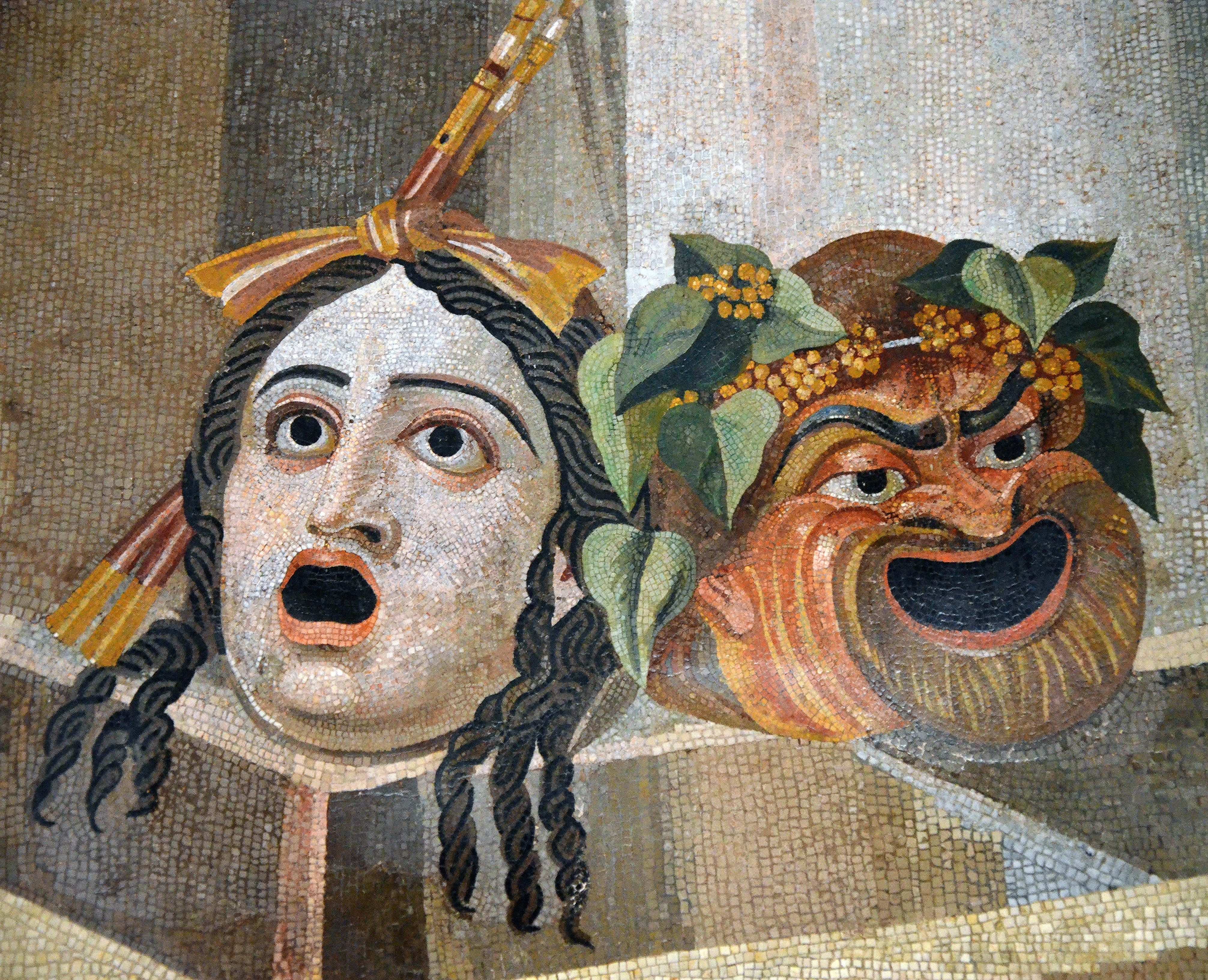
Mosaico con máscaras romanas (100 a. C.).

El género cinematográfico es el tema general de una película que sirve para su clasificación. Así mismo supone un pacto implícito entre el público y el exhibidor, que garantiza el acomodo entre las expectativas psicológicas del espectador y la obra que va a visionar. «El género es una guía para el comportamiento del público -reír (comedia), emocionarse o llorar (drama), asustarse (terror), sorprenderse (fantástico), entretenerse (aventuras), etcétera- o para el reconocimiento de temas, espacios, iconos, situaciones, objetos, acciones... que espera encontrar en las películas.»  Cuando estas expectativas no se cumplen, aparecen fenómenos de frustración y de desconfianza, como sucedió (de manera modélica) con el estreno de 2001:Odisea del espacio (Stanley Kubrick, 1968), donde la productora y distribuidora intentaron ofrecerla como una película de ciencia ficción (ninguna imagen publicitaria de la secuencia de los homínidos, ninguna del último viaje y del feto flotando en el espacio), y el público de la época se disgustó al ver frustradas aquellas expectativas . Hubo que esperar unos años para que se convirtiera en una película de referencia, pero inclasificable desde el punto de vista del «género».
«Los géneros cinematográficos, como los géneros de otros campos artísticos, tienen su primer origen en la cultura clásica. Los dos géneros mayores griegos: comedia y tragedia; uno de estilo ligero, tema aparentemente superficial y final feliz, y el otro afectado, profundo y de triste desenlace. Estos géneros se fueron diversificando en el teatro, y los primeros largometrajes los intentaron imitar. Sin embargo, las posibilidades del cine lo desmarcaron completamente de los géneros tradicionales creando nuevos géneros caracterizados por la escasa complejidad de su regulación».

## Evolución
Es importante señalar que, en las primeras décadas del cine, el género de las películas era encorsetado, con características muy delimitadas que ayudaban al espectador a comprender rápidamente la película. Sin embargo, tras la Segunda Guerra Mundial, los géneros empezaron a mezclarse creando diversas producciones e insólitos especímenes.

## Clasificaciones
Las películas se clasifican conforme a los elementos comunes que abarquen, originalmente según sus aspectos formales (ritmo, estilo o tono y, sobre todo, el sentimiento que busquen provocar en el espectador, ajuste). Alternativamente, los géneros cinematográficos se definen por su ambientación o por su formato.
Los géneros siguientes son a menudo concretados para formar subgéneros, y también pueden ser combinados para formar géneros híbridos.
Actualmente no existe un consenso en cuanto a géneros cinematográficos se refiere y se da una compleja serie de clasificaciones.

### Por su estilo o tono
- Acción — cuyo argumento implica una interacción moral entre el «bien» y el «mal» llevada a su fin por el ímpetu o la fuerza física.
- Ciencia ficción — se basa en un futuro cercano o muy lejano, donde se logra ver el avance de la tecnología y como ejecuta este en la historia.
- Comedia — películas realizadas con la intención de provocar humor, divertimento, entretenimiento y/o risa en el espectador.
- Drama — en el cine, películas que se centran principalmente en el desarrollo de una lid entre los protagonistas, o del protagonista con su entorno o consigo mismo.[4]
- Fantasía — lo contrario a la ciencia ficción. La inexistencia de la tecnología nos da a entender que acaece en un tiempo pasado. La magia, los animales mitológicos o sucesos sin una explicación lógica forman parte de este mundo.
- Melodrama — tiene una carga emocional o moral muy fuerte o emotiva, atendiendo al gusto de cada persona.
- Musical — contienen interrupciones en su desarrollo, para dar un breve receso por medio de un fragmento musical cantado o acompañados de una coreografía.
- Romance — un desenvolvimiento romántico, cariñoso o amoroso entre dos personas.
- Suspense (España) / suspenso (América) — realizadas con la intención de provocar tensión en el espectador. También suele utilizarse la palabra thriller para designar películas de este tipo, aunque hay sutiles diferencias.
- Terror — realizadas con la intención de provocar pavor, tensión, miedo y/o el sobresalto en la audiencia.
- Documental - Hace referencia a temas de interés científico, social o cultural, entre otros.

### Por su ambientación o tema
- Cine bélico — campos de batalla y posiciones que pertenecen a un tiempo de guerra.
- Cine biográfico - la vida/obra de un personaje
- Cine de ciencia ficción — presenta la progresión de lo desconocido a lo conocido por el descubrimiento de una serie de enigmas, donde el espacio es dominado por el hombre o civilizaciones de un posible futuro.
- Cine catástrofe. El tema principal es una gran catástrofe para la humanidad (por ejemplo, grandes incendios, terremotos, maremotos, naufragios, grandes erupciones volcánicas, invasiones extraterrestres, pandemias y/o epidemias de enfermedades o una hipotética colisión de un asteroide contra la Tierra).
- Cine de explotación/exploitation. Se caracteriza por filmar un tema escabroso, sensacionalista o moralmente inaceptable.
- Fantasía — contienen hechos, mundos, criaturas o cosas míticas, que provienen únicamente de la imaginación de su autor.
- Histórico. La acción ocurre en el pasado, frecuentemente con intención de una recreación histórica.
- Policíaco. La derrota del «Mal», en el contexto de la actividad criminal.
- Cine erótico. Contiene escenas de desnudos, pero centra su atención en lo amoroso o en lo artístico y filosófico, no en lo genital.
- Cine pornográfico — Contiene escenas de desnudos, pero centra su atención en lo genital, no en lo amoroso.
- Western — del período colonial a la era moderna de los Estados Unidos de América, a menudo mitificándolos.[cita requerida]

### Por su formato o producción
- Cine 3D
- Cine arte
- Cine de serie B — así era llamado el cine de baja de la producción realizada entre los años 1930 y 1960, cuando el público podía ver dos o tres películas por un mismo boleto.
- Cine independiente
- Cine negro/film noir — mayormente explotado después de la II Guerra Mundial, donde el protagonista es un antihéroe, casi siempre vinculado a una femme fatale.
- Cine silente/mudo — característica de los primeros filmes (1895-1937), los cuales no grababan sonido en la cinta de video.
- Cine sonoro/talkies — primeros filmes en integrar audio y video en la misma cinta, entre 1927 y 1937.
- Imagen real — en oposición a la animación, películas filmadas en tiempo real con actores reales, de «carne y hueso».
- Metraje encontrado
- Mockbuster- películas que parodia escenas de otras películas o de cultura popular

### De culto
La locución «película de culto» hace referencia a un tipo de película que atrae a un pequeño grupo de devotos o aficionados o aquellas que siguen siendo popularizadas con el paso de los años entre un pequeño grupo de seguidores. Con frecuencia la película no llega a alcanzar el éxito en su estreno, aunque no siempre es el caso. Algunas veces la respuesta de la audiencia a una película de culto es algo diferente a lo que pretendían los creadores. Es normal que una película de culto presente elementos inusuales o raros.

## Lista de géneros
- Cine comunista
- Cine arte
- Cine bélico
- Cine de gánsteres
- Cine catástrofe
- Cine costumbrista
- Cine cristiano
- Cine de acción
- Cine de artes marciales
- Cine de autor
- Cine de aventuras
- Cine de ciencia ficción
- Cine de misterio
- Cine de samuráis
- Cine de terror
- Cine documental
- Cine de explotación
- Cine épico
- Cine experimental
- Cine fantástico
- Cine histórico
- Cine musical
- Cine negro
- Cine neo-noir
- Cine tech noir
- Vigilante film
- Cine de rumberas
- Pinku eiga
- Telefilm
- Cine peplum
- Cine policíaco
- Cine de crimen
- Cine político
- Cine propagandístico
- Cine romántico
- Cine S
- Cine surrealista
- Cine underground
- Clase B
- Comedia
- Drama
- Dramedia
- Melodrama
- Películas snuff
- Road movie
- Spoof movie
- Thriller
- Western
- Cabrito Western
- Norteño Western
- Cine erótico (no pornográfico)
- Cine fetichista
- Cine BDSM
- Cine pornográfico

### Subgéneros
- Cine bizarro (derivado del cine de terror)
- Cine de artes marciales (derivado del cine de acción)
- Cine de monstruos (derivado del cine de terror)
- Cine de vampiros (derivado del cine de terror)
- Cine de zombis (derivado del cine de terror)
- Cine gore (derivado del cine de terror y de cine de explotación)
- Clase Z (derivado del cine de clase B)
- Comedia negra/humor negro (derivado del cine de comedia)
- Comedia de terror (derivado del cine de comedia y del cine de terror )
- Comedia romántica (derivado del cine de comedia)
- Comedia picaresca (derivado del cine de comedia)
- Drama romántico (derivado del género dramático y el romántico)
- Drama sobrenatural (derivado del género drama y el terror)
- Giallo (derivado del thriller y del cine de terror)
- Thriller legal (derivado del thriller y del drama legal)
- Thriller psicológico (derivado del thriller)
- Thriller de acción (derivado del género Thriller y el Acción)
- Terror psicológico (derivado del cine de terror)
- Western crepuscular (derivado del western)
- Spaghetti Western (derivado del western)
- Slasher (derivado del cine de terror)
- Superhéroes (derivado del cine de acción y del cine de ciencia ficción)
- Sobrenatural (derivado del cine de terror)
- Horror biológico (derivado del cine de terror)
- Suspenso psicológico (derivado del thriller)
- Cyberpunk (derivado de la ciencia ficción)
- Slapstick (derivado de la comedia)
- Ficción detectivesca (derivado de la Novela negra, misterio y Thriller)
- Drama bélico (derivado del cine drama y cine bélico)
- Cine de rumberas (derivado del cine mexicano)
- Eco-terror (derivado del cine de terror)